# Teresa Rebull
Teresa Rebull, née Teresa Soler i Pi le 24 septembre 1919 à Sabadell (Province de Barcelone) et morte le 15 avril 2015 à Banyuls-sur-Mer (Pyrénées-Orientales),,, est une chanteuse et peintre, militante catalane. Elle est souvent surnommée l’àvia de la Nova Cançó (la grand-mère de la Nova Cançó).
Elle est l'un des grands témoins de la guerre d'Espagne, de la Retirada et de la Résistance durant la Seconde Guerre mondiale.

## Biographie
Teresa Rebull est la fille de deux anarcho-syndicalistes, militants de la CNT, Balbina Pi Sanllehi et Gonçal Soler Bernabeu. Élevée dans un milieu ouvrier fortement politisé, elle reçoit une éducation très progressiste. Elle commence à travailler comme ouvrière dans l'industrie textile à l'âge de douze ans, puis comme fonctionnaire au Département du Travail de la Generalitat à partir de seize ans. Sous l'influence de son compagnon puis mari, Josep dit Pep Rebull, militant et théoricien du POUM (Parti Ouvrier d'Unification Marxiste), elle devient à son tour militante. A la fin de la guerre civile espagnole, elle franchit la frontière durant l'hiver 1939 à Prats-de-Mollo, puis sera recueillie un temps en région parisienne. Elle revient brièvement à Barcelone en 1941. Elle y retrouve sa sœur, Susana Soler, artiste de variétés et une des premières à l'époque à oser braver l'interdiction de chanter en catalan. Elle franchit à nouveau les Pyrénées clandestinement la même année et part retrouver son mari à Marseille. Là, ils côtoient le Centre américain de secours (CAS) de Varian Fry et tout un environnement intellectuel stimulant autour de la villa Air-Bel : les Bénédite, les Schmierer, les Malaquais...[réf. souhaitée]
En 1943 , les Rebull déménagent à Régusse, à 70 kilomètres de Marseille, où Teresa participe avec son mari à la Résistance contre l'occupant nazi dans le maquis Eaux et Forêts, intégré par la suite dans les FFI.
La famille Rebull part pour Paris en 1947. Jean-Paul Sartre demande à la rencontrer pour une série d'articles sur l'Espagne. Elle rencontre Juliette Gréco et Albert Camus. Proche de Maria Casarès, elle côtoie également Albert Camus. Très active au Casal de Catalunya de Paris, pour faire vivre la culture catalane en exil, elle chante en duo avec sa sœur pendant quelque temps sous le nom des Sœurs Soler. Après mai 68, elle commence sa carrière de chanteuse profondément touchée par la chanson Diguem no de Raimon. Elle s'intègre au mouvement de la Nova Cançó catalane. Pendant plus de vingt ans, elle effectue des centaines de concerts. Elle s'installe à Banyuls-sur-Mer à partir de 1979.

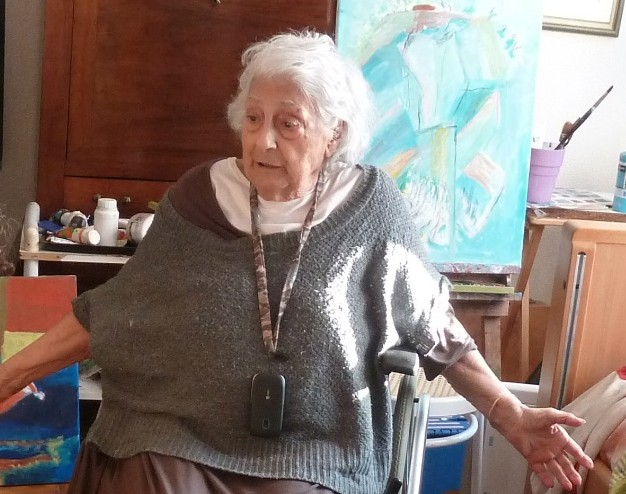
Teresa Rebull chez elle en 2015

Elle a mis en musique des poèmes de poètes comme Joan Salvat-Papasseit (Mester d'amor, 1977), avec qui elle va recevoir le Prix Charles Cros, Josep Sebastià Pons (Camí de l'argilada, 1986) et Maria Mercè Marçal[réf. nécessaire].
En 1992, elle reçoit la Croix de Sant Jordi.
En 1999, elle publie son autobiographie, Tot cantant, traduite en français en 2004.
En 2000, elle publie le disque Tot cantant, suivi en 2006 de Visca l'amor, d'après le poème éponyme de Joan Salvat-Papasseit.
En août 2012, Teresa Rebull adresse un courrier à François Hollande en faveur de l'enseignement des langues régionales en France,. Sa dernière apparition publique a lieu le 10 avril 2015 à La Jonquera, pour le vernissage d'une exposition conjointe de ses peintures et de celles de Michel Arnaudiès, ami et peintre cérétan. Elle meurt dans la nuit du 14 au 15 avril 2015 chez elle à Banyuls-sur-Mer.

## Discographie
- Teresa Rebull, 45 t., Concèntric, Barcelone, 1972
- Teresa Rebull chante ses chansons, Als 4 vents, Barcelone, 1973, 33 tours
- Cançons populars catalanes / Chansons populaires catalanes, avec l’AGRAM, Terra Nostra, Prades, 2 disques 33 tours, 1976-19777 [rééd. CD, 2002]
- Mester d'amor, SFPP, Paris, 1978, 33 tours
- També per tu, SFPP, Paris, 1981, 33 tours
- Papallones... i més, AudioVisuals de Sarrià, Barcelone, 1986, 33 tours [rééd. Picap, 2008]
- Camí de l'argilada, , Jercar, Barcelone, 1986, 33 tours
- Pluja de clavells, à compte d’auteur, 1993, cassette
- Florilegi, Phonothèque méditerranéenne, Toulouse, 1996, CD
- Cançons 1969-1992, nordsud, 2004, CD
- Visca l'amor : Festa homenatge a Teresa Rebull, Picap, Sabadell, 2006, CD

## Expositions
- 2013 : Can Laporta à La Junquera[10]
- 2014 : Médiathèque de Céret[11]